# Hisparco

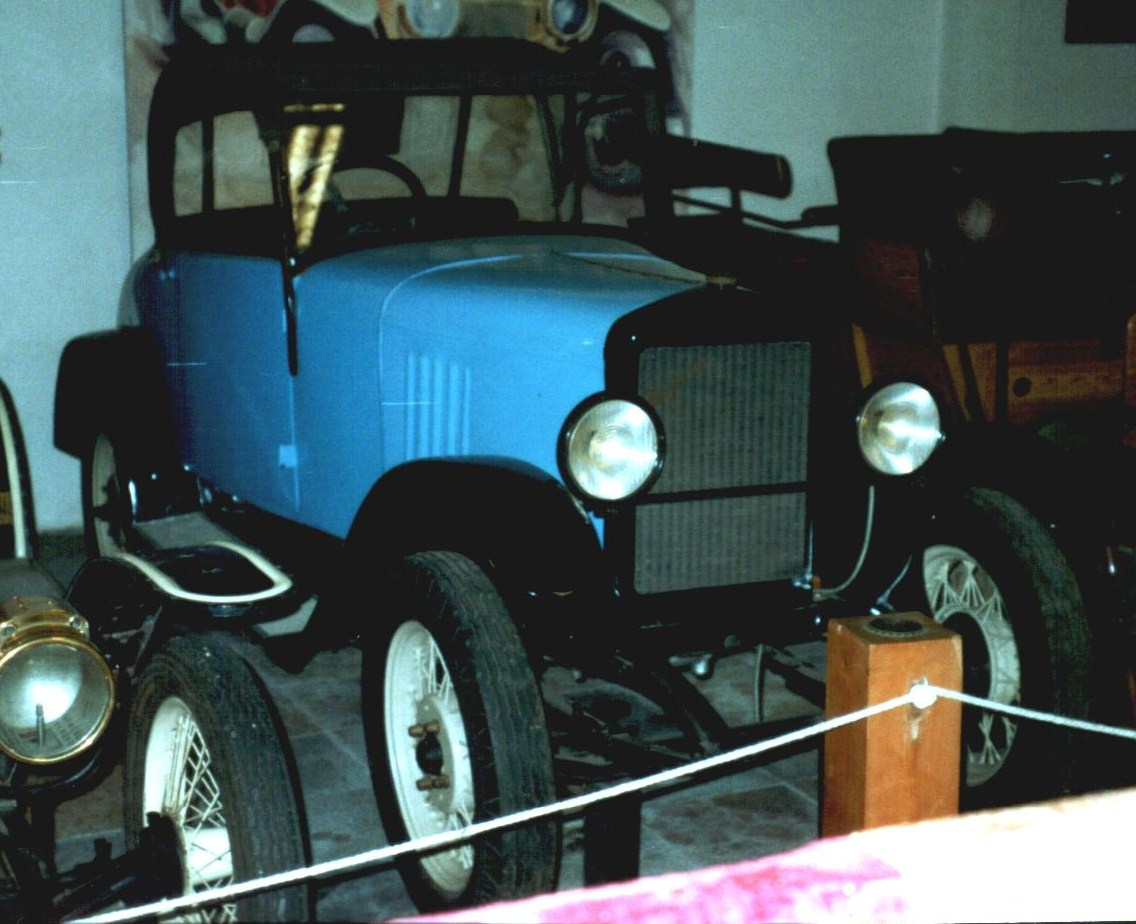
Hisparco von 1924

Hisparco war eine spanische Automarke.

## Unternehmensgeschichte
Das Unternehmen Carlos Perez del Arco y Compania aus Madrid begann 1924 mit der Produktion von Automobilen. 1929 endete die Produktion nach etwa 150 produzierten Exemplaren.

## Fahrzeuge
Das Unternehmen stellte als einziges Modell einen sportlichen Kleinwagen her. Das Fahrgestell wurde von der Société A. Marguerite aus Frankreich bezogen. Für den Antrieb sorgte ein Vierzylindermotor mit wahlweise 750 cm³ oder 1100 cm³ Hubraum. Die Fahrzeuge waren mit Vierradbremsen ausgestattet und wurden auch bei Sportwagenrennen eingesetzt.
Ein Fahrzeug dieser Marke ist im Automuseum Collecció d’Automòbils de Salvador Claret in Sils zu besichtigen.